# Okres Kolín

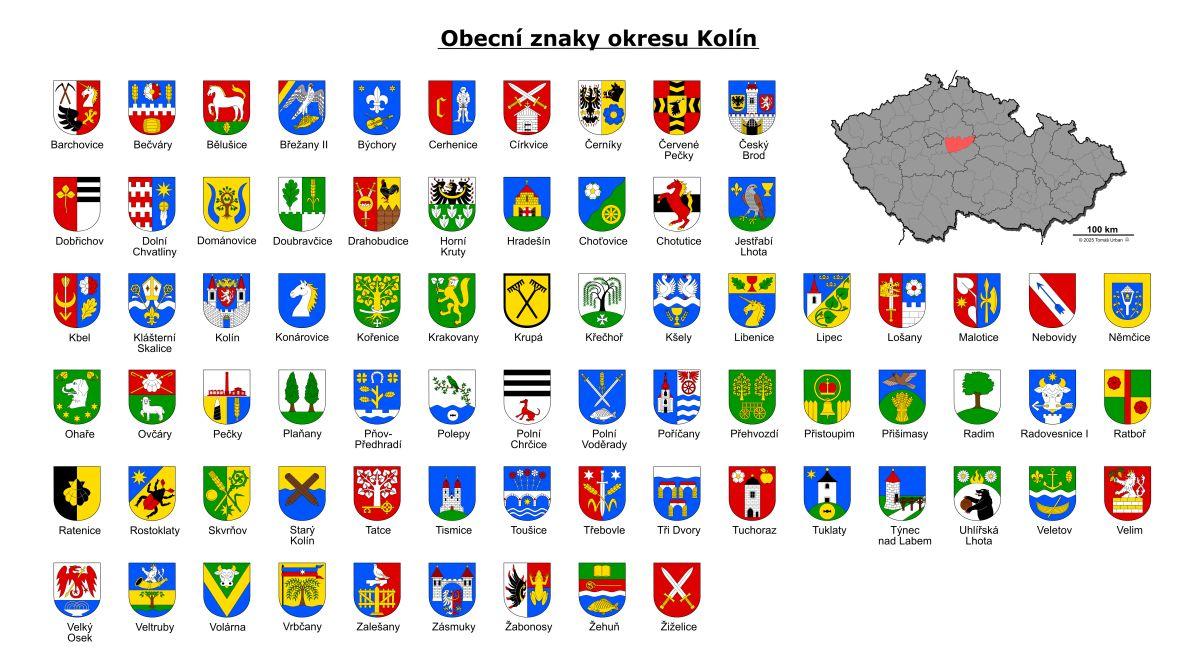
Přehled obecních znaků okresu Kolín

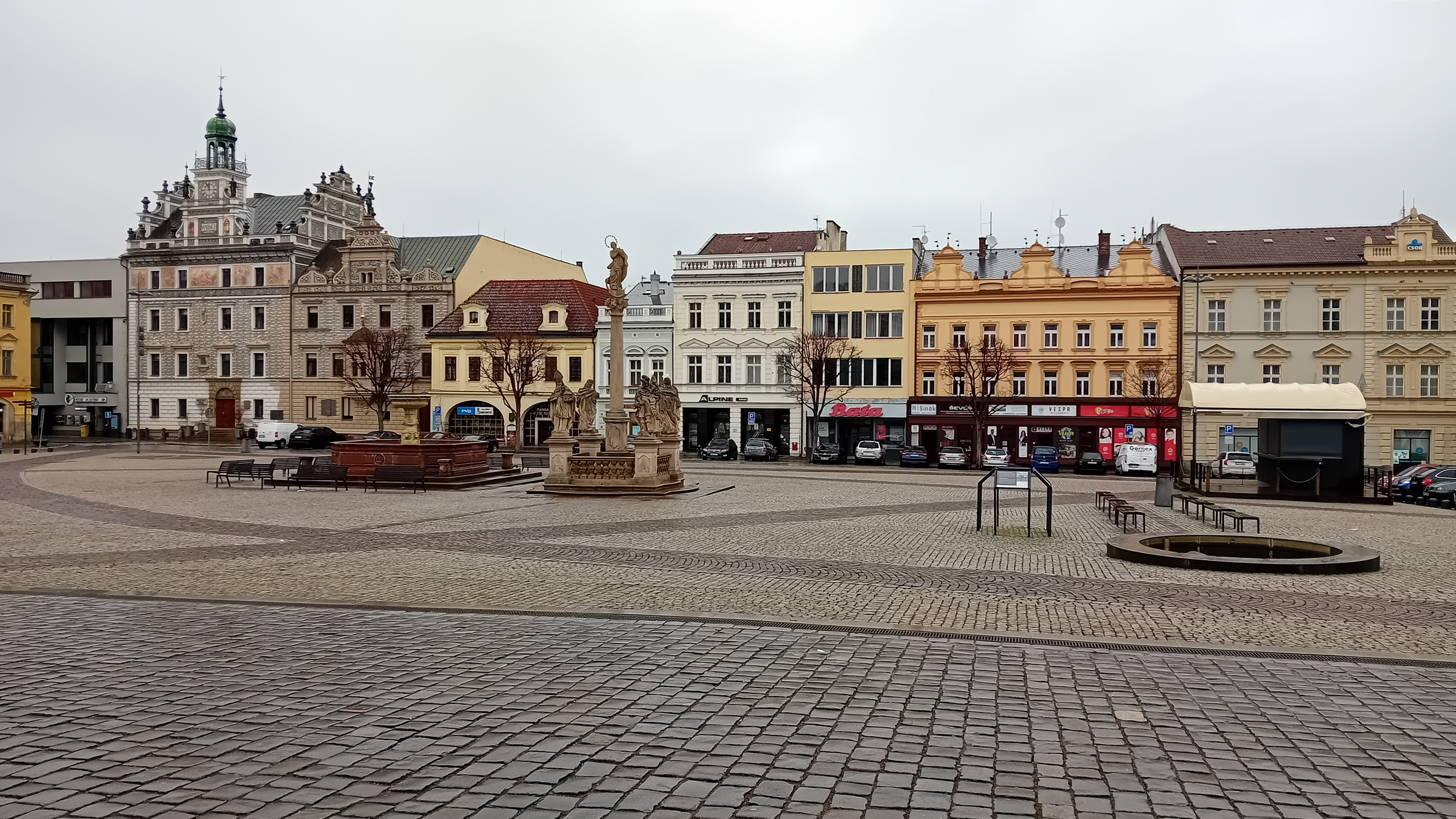
Centrum okresního města

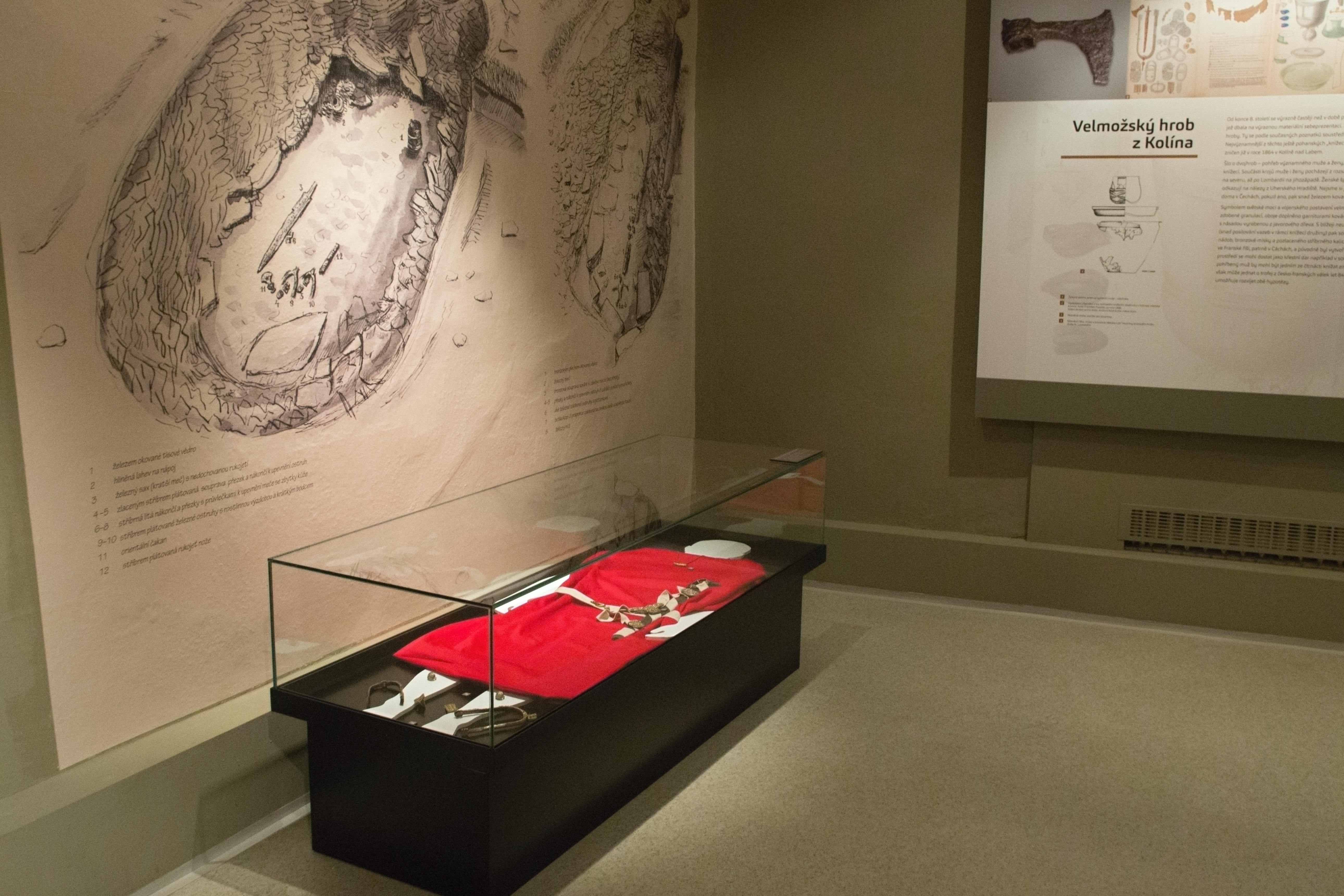
Výstava Mezi kmeny a státem. Velmožský hrob (dvojhrob) z Kolína, 850-900 n. l.

Okres Kolín je okres ve východní části Středočeského kraje. Sídlem jeho dřívějšího okresního úřadu bylo město Kolín, které je obcí s rozšířenou působností. Kromě jeho správního obvodu okres obsahuje ještě správní obvod obce s rozšířenou působností Český Brod.
Ze středočeských okresů sousedí na jihu s okresem Kutná Hora, na západě s okresem Praha-východ a na severu s okresem Nymburk. Dále hraničí na východě s okresem Hradec Králové z Královéhradeckého kraje a s okresem Pardubice z Pardubického kraje.

## Charakteristika okresu
Okres se skládá ze dvou správních obvodů obcí s rozšířenou působností (Kolín a Český Brod), které se dále člení na pět správních obvodů obcí s pověřeným obecním úřadem (Kolín, Český Brod, Pečky, Týnec nad Labem a Kouřim). Největšími městy jsou Kolín (33 tisíc obyvatel), Český Brod (7 tisíc obyvatel) a Pečky (5 tisíc obyvatel).
Povrch okresu je mírně zvlněný, tvořený převážně úrodnou nížinou kolem řeky Labe. Ze severu sem zasahuje Středolabská tabule, na jihu zčásti Benešovská pahorkatina a Hornosázavská pahorkatina. Nejvyšším bodem je Kamenný vrch (456 m n. m.). Rozloha okresu činí 744 km², z toho v roce 2019 činila 74 % zemědělská půda a jen 12,7 % lesy. Jde proto o nejméně zalesněný okres v kraji.
Charakterem jde o okres průmyslově-zemědělský. Polabská krajina umožňuje intenzivní rostlinnou výrobu a v průmyslu dominuje elektrotechnika, strojírenství nebo polygrafie. Nejvýznamnějším zaměstnavatelem je ovšem automobilka TPCA v průmyslové zóně Kolín-Ovčáry. Na území okresu zasahuje na dvou místech dálnice D11, dále silnice I. třídy I/2, I/12 a I/38. Silnicemi II. třídy jsou II/108, II/113, II/125, II/245, II/272, II/330, II/322, II/327, II/328, II/329 a II/334. Železniční tratě procházející tímto okresem jsou : Praha – Česká Třebová, Kolín – Havlíčkův Brod, Praha – Lysá nad Labem – Kolín, Kolín–Ledečko, Pečky – Bošice – Bečváry/Kouřim, Poříčany–Nymburk.
Na území okresu zasahují národní přírodní rezervace Kněžičky a Libický luh. Dále jsou zde národní přírodní památky Žehuňský rybník a mokřady V jezírkách. Nejvíce kulturních památek se nachází v Kolíně, např. chrám sv. Bartoloměje, a v Kouřimi, kde se mj. dochovalo původní městské opevnění. Vojenskou historii regionu reprezentují Lipanská mohyla jako upomínka bitvy u Lipan a dva památníky bitvy u Kolína, které jsou umístěny na vrchu Bedřichov a u obce Křečhoř.

## Seznam obcí a jejich částí
Města jsou uvedena tučně, městyse kurzívou, části obcí malince.
Barchovice (Hryzely • Radlice) •
Bečváry (Červený Hrádek • Hatě • Horní Jelčany • Poďousy) •
Bělušice •
Břežany I (Chocenice) •
Břežany II •
Býchory •
Cerhenice (Cerhýnky) •
Církvice •
Černíky •
Červené Pečky (Bohouňovice I • Bojiště • Bořetice • Dolany • Opatovice) •
Český Brod (Liblice • Štolmíř) •
Dobřichov •
Dolní Chvatliny (Horní Chvatliny • Mančice) •
Dománovice •
Doubravčice •
Drahobudice •
Grunta •
Horní Kruty (Bohouňovice II • Dolní Kruty • Přestavlky • Újezdec) •
Hradešín •
Choťovice •
Chotutice •
Chrášťany (Bylany • Chotouň) •
Jestřabí Lhota •
Kbel (Kbílek) •
Klášterní Skalice •
Klučov (Lstiboř • Skramníky • Žhery) •
Kolín (Kolín I • Kolín II • Kolín III • Kolín IV • Kolín V • Kolín VI • Sendražice • Štítary • Šťáralka • Zibohlavy) •
Konárovice •
Kořenice (Chotouchov • Pučery) •
Kouřim (Molitorov) •
Krakovany (Božec) •
Krupá (Syneč) •
Krychnov •
Křečhoř (Kamhajek • Kutlíře) •
Kšely •
Libenice •
Libodřice •
Lipec •
Lošany (Lošánky) •
Malotice (Lhotky) •
Masojedy •
Mrzky •
Nebovidy (Hluboký Důl) •
Němčice •
Nová Ves I (Ohrada) •
Ohaře •
Ovčáry •
Pašinka •
Pečky (Velké Chvalovice) •
Plaňany (Blinka • Hradenín • Poboří) •
Pňov-Předhradí (Klipec • Pňov • Předhradí) •
Polepy •
Polní Chrčice •
Polní Voděrady •
Poříčany •
Přehvozdí •
Přistoupim •
Přišimasy (Horka • Skřivany) •
Radim •
Radovesnice I •
Radovesnice II (Rozehnaly) •
Ratboř (Sedlov • Těšínky) •
Ratenice •
Rostoklaty (Nová Ves II) •
Skvrňov •
Starý Kolín (Bašta) •
Svojšice (Bošice • Nová Ves III) •
Tatce •
Tismice (Limuzy) •
Toušice (Mlékovice) •
Třebovle (Borek • Království • Miškovice) •
Tři Dvory •
Tuchoraz •
Tuklaty (Tlustovousy) •
Týnec nad Labem (Lžovice • Vinařice) •
Uhlířská Lhota (Rasochy) •
Veletov •
Velim (Vítězov) •
Velký Osek •
Veltruby (Hradišťko I) •
Vitice (Dobré Pole • Hřiby • Chotýš • Lipany • Močedník) •
Volárna •
Vrátkov •
Vrbčany •
Zalešany (Přebozy) •
Zásmuky (Doubravčany • Nesměň • Sobočice • Vršice) •
Žabonosy •
Ždánice •
Žehuň •
Žiželice (Hradišťko II • Končice • Kundratice • Loukonosy • Pod Vinicí • Zbraň)

### Změna hranice okresu
K 1. lednu 1996 přešly k okresu obce z okresu Nymburk:
- Pečky
- Vrbová Lhota
- Poříčany
- Ratenice

Od 1. ledna 2007 byly k okresu připojeny obce Choťovice, Pňov-Předhradí, Tatce a Žehuň z okresu Nymburk a naopak obec Vrbová Lhota byla převedena do okresu Nymburk.
Do okresu Praha-východ bylo z okresu Kolín od 1. ledna 2007 převedeno město Kostelec nad Černými lesy a obce Černé Voděrady, Jevany, Konojedy, Kozojedy, Nučice, Oleška, Oplany, Prusice, Stříbrná Skalice, Štíhlice, Vlkančice, Výžerky a Vyžlovka.
K 1. lednu 2021 byla z okresu Nymburk do okresu Kolín převedena obec Černíky.